# Harry Kinnard
Harry William Osborne Kinnard (ur. 7 maja 1915 w Dallas, zm. 5 stycznia 2009 w Arlington) – amerykański generał okresu wojny wietnamskiej.

## Życiorys

### Dzieciństwo i młodość
Urodził się i wychowywał w rodzinie oficera zawodowego. Jak większość dzieci oficerów zawodowych, chcąc podtrzymać tradycję rodzinną zgłosił się do West Point. Po ukończeniu Akademii Wojskowej w West Point Harry wstąpił (w stopniu podporucznika United States Army) do wojska gdzie został przydzielony do 27 Pułku Piechoty Dywizji Hawajskiej.

### II wojna światowa
W czasie II wojny światowej ukończył kurs spadochronowy i mianowano go oficerem 501 Pułku Spadochronowego 101 Dywizji Powietrznodesantowej. W szeregach Dywizji brał udział w desancie w Normandii i już jako dowódca 1 batalionu 501 pułku w operacji Market Garden, za którą dostał Krzyż za Wybitną Służbę oraz Srebrną Gwiazdę.
We wrześniu 1944 w wieku 29 lat, awansowany (jako najmłodszy w armii USA) do stopnia pułkownika, oraz mianowany przez gen. Maxwella Taylora na stanowisko oficera operacyjnego 101 Dywizji, z którą brał udział w obronie Bastogne w czasie bitwy o Ardeny.
Po wojnie Harry Kinnard został skierowany na stanowisko wykładowcy w Fort Bragg. W 1960 roku przydzielony do służby w Biurze Sekretarza Obrony.

### Wojna wietnamska
W 1962 otrzymał awans do stopnia generała i przydzielony na stanowisko zastępcy dowódcy 101 Dywizji. W 1965 objął dowództwo nad nowo utworzoną 1 Dywizją Kawalerii. W czasie wojny wietnamskiej stoczył wygraną bitwę w dolinie Ia Đrăng oraz w prowincji Bình Định. W 1966 przekazał dowództwo nad dywizją gen. Johnowi Nortonowi. Powrócił do Stanów gdzie w 1967 został szefem Combat Developmets Command w Fort Belvoir, skąd we wrześniu 1969 przeszedł na emeryturę.

## Okres powojenny
Po wojnie został wiceprezesem jednej z firm lotniczych w Los Angeles. Po niepowodzeniach oraz bankructwie firmy lotniczej przeprowadził się do Georgii, gdzie nawiązywał współpracę z firmami produkującymi śmigłowce. Na początku lat osiemdziesiątych przeniósł się do Arlington w stanie Wirginia, gdzie na kilka lat został prezydentem stowarzyszeń byłych żołnierzy 1 Dywizji Kawalerii i 101 Dywizji.
Zmarł 5 stycznia 2009 w Arlington w wieku 93 lat.